# Stanisław Janeczek (filozof)
Stanisław Janeczek (ur. 18 maja 1951 we Wrocławiu)  – polski duchowny rzymskokatolicki, doktor habilitowany w zakresie nauk humanistycznych, profesor zwyczajny  Instytutu Filozofii Wydziału Filozofii Katolickiego Uniwersytetu Lubelskiego Jana Pawła II.

## Życiorys
Studiował teologię, a potem filozofię w Katolickim Uniwersytecie Lubelskim, następnie obronił pracę doktorską Filozofia w szkolnictwie pijarskim. Z dziejów kultury filozoficznej w Polsce w XVIII wieku. W 1975 roku, po otrzymaniu święceń kapłańskich, pracował w latach 1975-1977 jako duszpasterz w Karczmiskach.
28 czerwca 2004 habilitował się na podstawie oceny dorobku naukowego i pracy zatytułowanej Logika czy epistemologia? Historyczno-filozoficzne uwarunkowania nowożytnej koncepcji logiki. 19 stycznia 2011 nadano mu tytuł profesora nauk humanistycznych.
Piastuje stanowisko profesora zwyczajnego w Instytucie Filozofii na Wydziale Filozofii Katolickiego Uniwersytetu Lubelskiego Jana Pawła II, oraz był dyrektorem Ośrodka Historii Kultury w Średniowieczu na Wydziale Filozofii Katolickiego Uniwersytetu Lubelskiego Jana Pawła II, członkiem Towarzystwa Naukowego Katolickiego Uniwersytetu Lubelskiego Jana Pawła II i dziekanem na Wydziale Filozofii Katolickiego Uniwersytetu Lubelskiego Jana Pawła II.

## Odznaczenia i wyróżnienia
- Medal 700-lecia Miasta Lublin[3]
- Laur Uniwersytecki – Nagroda naukowa im. Ks. Idziego Radziszewskiego I stopnia[3]
- Złota odznaka za ofiarną pomoc dla Katolickiego Uniwersytetu Lubelskiego i kultury chrześcijańskiej[3]
- Krzyż Oficerski Orderu Odrodzenia Polski[3]

## Publikacje
- 2005: Portrety polskich filozofów i historyków filozofii XX wieku. K. Michalski - J. Legowicz - W. Tatarkiewicz - J. Bocheński[4]
- 2007: Sylwetka intelektualna Stanisława Staszica[4]
- 2007: Między pietyzmem a filantropizmem. Niemieckie postulaty pedagogiczne doby oświecenia cz. I[4]
- 2007: Między pietyzmem a filantropozmem. Niemieckie postulaty pedagogiczne doby oświecenia cz. II[4]
- 2009: Z dziejów nowożytnej koncepcji logiki. Od F. Bacona do É. Condillaca[4]